# Đuro Horvat
Đuro Horvat (Palinovec kod Čakovca, 12. travnja 1939. – Rakovica kod Sarajeva, 17. ožujka 1973.), bio je hrvatski politički emigrant i revolucionar.
Bio je članom Hrvatskog revolucionarnog bratstva koji je bio u Bugojanskoj skupini.
Jugoslavenske su ga 2. srpnja 1972. postrojbe zarobile kod Jablaničkog jezera. Sudio mu je vojni sud u Sarajevu koji ga je osudio na smrt 21. srpnja 1972. godine. Smrtna kazna je izvršena strijeljanjem 17. ožujka 1973. godine. 